# Microregione di Ribeirão Preto
Ribeirão Preto è una microregione dello Stato di San Paolo in Brasile, appartenente alla mesoregione di Ribeirão Preto.

## Comuni
Comprende 16 comuni:
- Barrinha
- Brodowski
- Cravinhos
- Dumont
- Guatapará
- Jardinópolis
- Luís Antônio
- Pontal
- Pradopoli
- Ribeirão Preto
- Santa Rita do Passa Quatro
- Santa Rosa de Viterbo
- São Simão
- Serra Azul
- Serrana
- Sertãozinho